# 波照間島

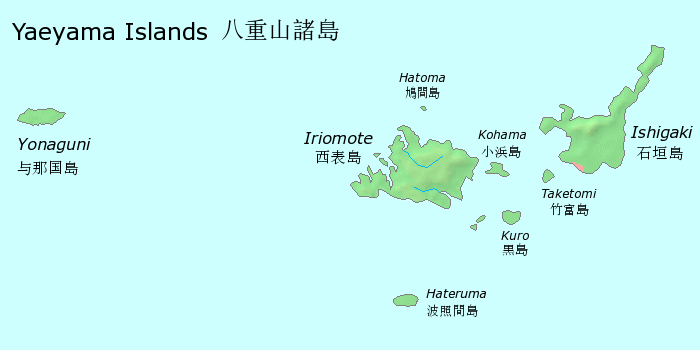
波照間島位於八重山群島位置。

波照間島（日语：／ Hateruma-jima，琉球語：／ ）位於琉球列島之八重山群島，北緯24度2分25秒，東經123度47分16秒。為日本最南端的有人島，位於台灣東北方向海域，距離台灣宜蘭蘇澳港僅約200公里。

## 概要
全島面積12.7平方公里，最高點標高59.5公尺，2021年3月有482人。行政劃分屬於日本沖繩縣八重山郡竹富町，郵遞區號為 907-1751。
主要的產業為甘蔗栽培和製糖，並生產沖繩燒酒，以「泡盛」最為有名。
波照間島是普通人可以自行前往的日本最南端有人島，建有「日本最南端的碑」和「日本最南端和平碑」，同時也是能在日本國內觀測南十字星的少數島嶼。

## 文化財
- 下田原城跡 - 日本國定史跡
- 下田原貝塚 - 沖繩縣定史跡
- コート盛 - 先島諸島火番盛（日本國定史跡）

## 氣候
- 屬於熱帶雨林氣候。
- 最冷月平均氣温18.8℃（1月）
- 最少雨月降水量106.2mm（12月）

## 交通
目前前往波照間島唯一的方式是經由石垣島搭乘安榮觀光所經營的渡輪，每天約有三至四班航次往返於石垣島及波照間島之間。
過去曾先後由日本西南航空、琉球空中通勤、海豚航空經營往返石垣機場至波照間機場之間的定期客運航班；現時（2025年8月）則由第一航空營運。

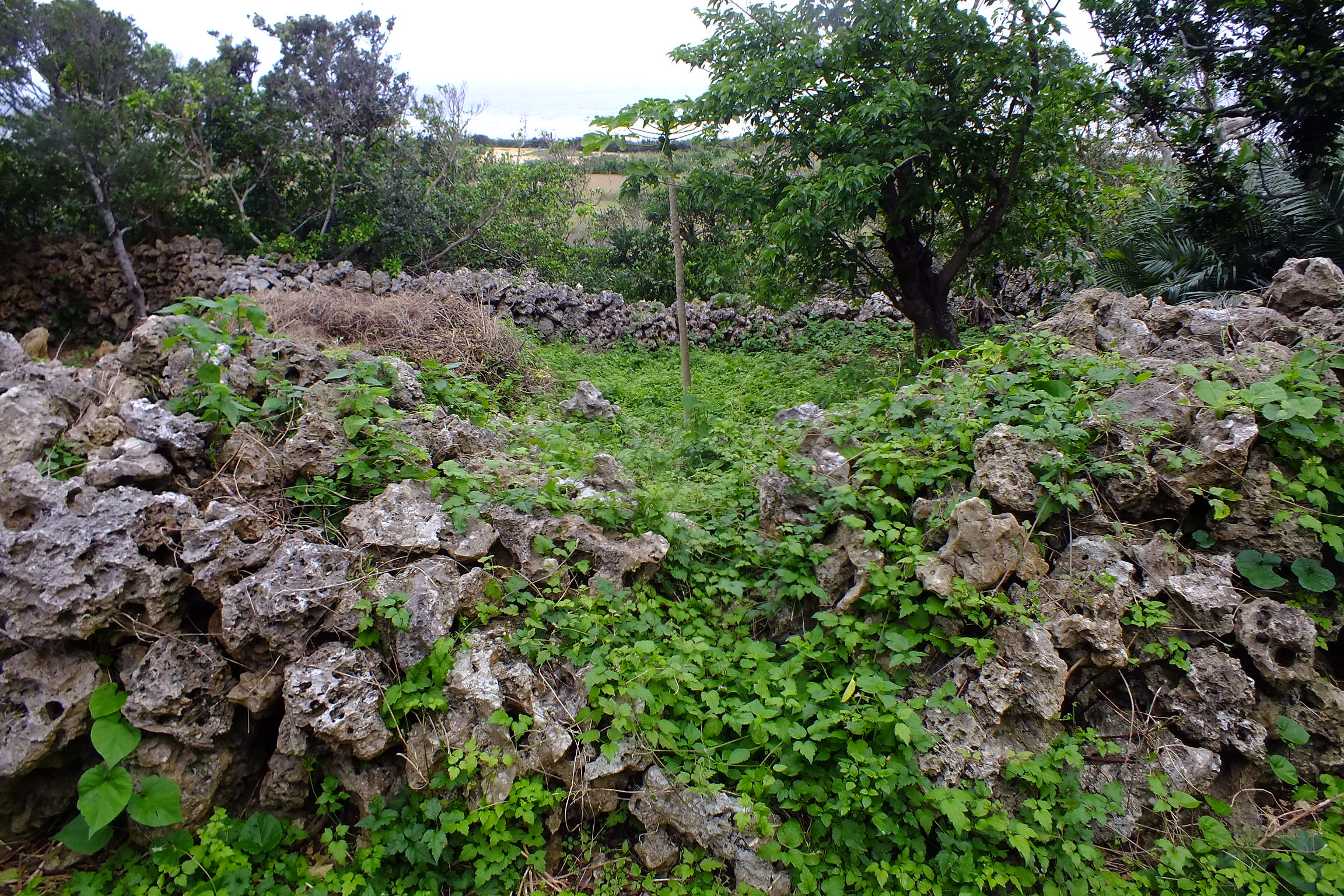
下田原城
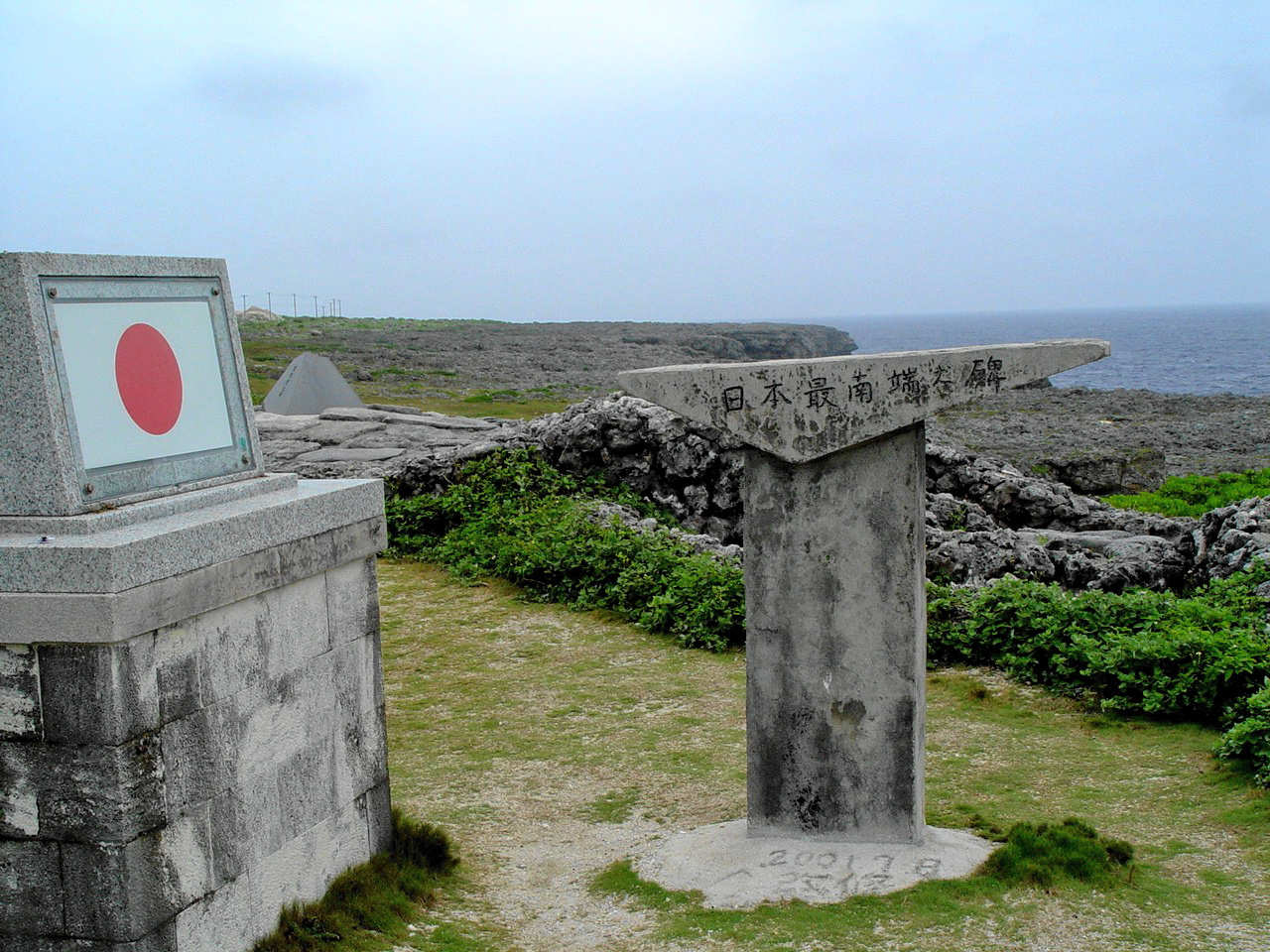
日本最南端碑
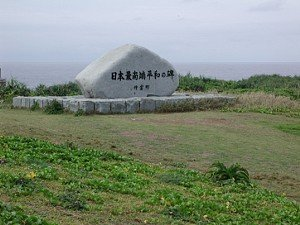
日本最南端和平碑

## 相關連結
- 南波照間島（一個傳說中位於波照間島南方的島嶼，但實際上並不存在）

## 外部連結
- 竹富町ホームページ （页面存档备份，存于）（公式サイト）
  - 竹富町を知ろう 波照間島 （页面存档备份，存于）
- 竹富町観光協会 （页面存档备份，存于）
  - 波照間島 （页面存档备份，存于）
- 波照間島 （页面存档备份，存于） - DOR39（沖縄39離島観光情報サイト）
- 波照間島 （页面存档备份，存于） - 八重山物語（石垣市経済振興公社）
- 波照間島 （页面存档备份，存于） - おきなわ物語（沖縄観光コンベンションビューロー）
- 波照間島 （页面存档备份，存于） - リトハク（沖縄観光コンベンションビューロー）